# Singuläre Funktion
Eine singuläre Funktion ist eine spezielle reelle Funktion in der Maßtheorie. Singuläre Funktionen zeichnen sich durch scheinbar widersprüchliche Eigenschaften aus. So sind sie stetig und fast überall konstant, aber gleichzeitig wachsend. Das Wachstum findet also auf einer Menge des Volumens null statt.
Singuläre Funktionen treten beispielsweise bei der Lebesgue-Zerlegung von Funktionen auf oder als Verteilungsfunktionen von stetigsingulären Wahrscheinlichkeitsverteilungen.

## Definition
Sei {\displaystyle \beta } das Lebesgue-Borel-Maß auf {\displaystyle \mathbb {R} } und
{\displaystyle F\colon \mathbb {R} \supset I\to \mathbb {R} }
eine reelle Funktion auf einem Intervall {\displaystyle I}.
Dann heißt {\displaystyle F} genau dann eine singuläre Funktion, wenn sie stetig und wachsend ist und ihre Ableitung {\displaystyle F'} {\displaystyle \beta }-fast überall gleich null ist.

## Bemerkung, Eigenschaften und Beispiel

Plot der Cantorfunktion (10 Iterationen)

Die Funktion {\displaystyle F} aus der Definition muss nicht differenzierbar sein. Aus der Monotonie folgt automatisch, dass sie {\displaystyle \beta }-fast überall differenzierbar ist.
Singuläre Funktionen hängen eng mit singulären Maßen zusammen: {\displaystyle F} ist genau dann eine singuläre Funktion, wenn das zugehörige Lebesgue-Stieltjes-Maß atomlos und singulär bezüglich des Lebesgue-Borel-Maßes ist.
Standardbeispiel für eine singuläre Funktion ist die Cantor-Funktion. Rechts ist eine Approximation der Cantor-Funktion abgebildet, eine detaillierte Konstruktion findet sich im Hauptartikel. Beachtenswert ist, dass sie auf dem Komplement der Cantor-Menge {\displaystyle {\mathcal {C}}} lokal konstant ist.